# 2000 CD71
2000 CD71 är en asteroid i huvudbältet som upptäcktes den 7 februari 2000 av LINEAR i Socorro County, New Mexico.
Asteroiden har en diameter på ungefär 13 kilometer och den tillhör asteroidgruppen Veritas.